# Василь Боіоанн
Василь Боіоанн (д/н — після 1027) — військовий діяч Візантійської імперії. Відомий також як «Виоанн» або «Боян».

## Життєпис
Про походження нічого невідомо, висловлюється думка, що належав до болгарської знаті, що зберігала вірність Візантії під час повстання Комітопулів. Ймовірно виявив військові здібності під час походів проти Болгарського і Грузинського царств. 1017 року було призначено катепаном Італії. В цей час в італійських володіннях імперії тривало повстання лангобардів на чолі з Мелом. На чолі значного війська, до складу якого входили також найманці з норманів, свеїв та русів, Боіоанн висадився в Апулії, звідти рушив проти Мела. У вирішальній битві у 1018 році на річці Офенто поблизу м. Канни візантійці здобули вирішальну перемогу, завдяки чому повстання було придушено.
Для захисту візантійських володінь Боіоанн наказав спорудити фортецю Трою, що охороняла Аппеннінську ущелину, яка вела до Апулії. Остаточно будівництво завершено у 1019 році. Водночас катепан зумів знову приборкати лангобардські держави, окрім князівства Беневентського, яке уклало союз з Папським престолом і Священною Римською імперією. Але зумів відняти у Беневентського князівства важливе місто Сіпонто, що стало опорою катепанату на півночі.
У 1021 році Василь Боіоанн та васал Пандульф IV, князь Капуанський, завдали поразки Даттуту, брату Мела, біля фортеці Гарільяно. У відповідь загін під керівництвом Пілгрима, архієпископа Кельнського, взяв в облогу Капую, згодом захопивши Пандульфа IV, якого було вивезено до Німеччини. Новим князем Капуанським став Пандульф V. Втім, спроби імператорських військ захопити фортецю Троя виявилися невдалими. За це Боіоанн надав Трої численні привілеї.
На початку 1023 року відбив напад далматинського пірата Райка на узбережжя Апулії. Протягом 1023 року Боіоанн також готувався до нового наступу імператора Священної Римської імперії Генріха II, але той помер. Скориставшись з цього, Василь Боіоанн через Гваймара III, князя Салернського, домігся звільнення Пандульфа IV.
У 1024 році також розпочалася підготовка походу на відвоювання Сицилії. Для цього у містах Апулії та Калабрії будували військові судна. За наказом Боіоанна було зміцнено місто Регій. Того ж року за наказом імператора Василя II катепан Італії вдерся до королівства Хорватія, де завдав поразки королю Крешимиру III, захопив дружину хорватського володаря, яку як заручницю було відправлено до Константинополя. В результаті Крешимир III визнав зверхність Візантійської імперії.
1025 року смерть імператора Василя II порушила плани з відновлення візантійської влади над Сицилією. Новий імператор Костянтин VIII скасував сицилійський похід. У 1025 році разом з Пандульфом IV і Гваймаром III взяли в облогу Капую, де тримався союзник німців Пандульф V. Після 18-місячної облоги (1026 року) він здався з правом виходу до Неаполя, звідки втік на північ Італії. Катепану знову вдалося відновити візантійський вплив на Капую, Амальфі та Неаполь. У 1027 році Василя Боіоанна було відкликано з посади. Подальша доля невідома.

## Родина
- Ексавгуст Боіоанн, катепан Італії у 1041—1042 роках